# Johannes Francke (Theologe)
Johannes Francke (* 2. November 1604 in  Markersdorf; † 10. März 1684 in Weida) war ein deutscher Theologe der Barockzeit.

## Leben

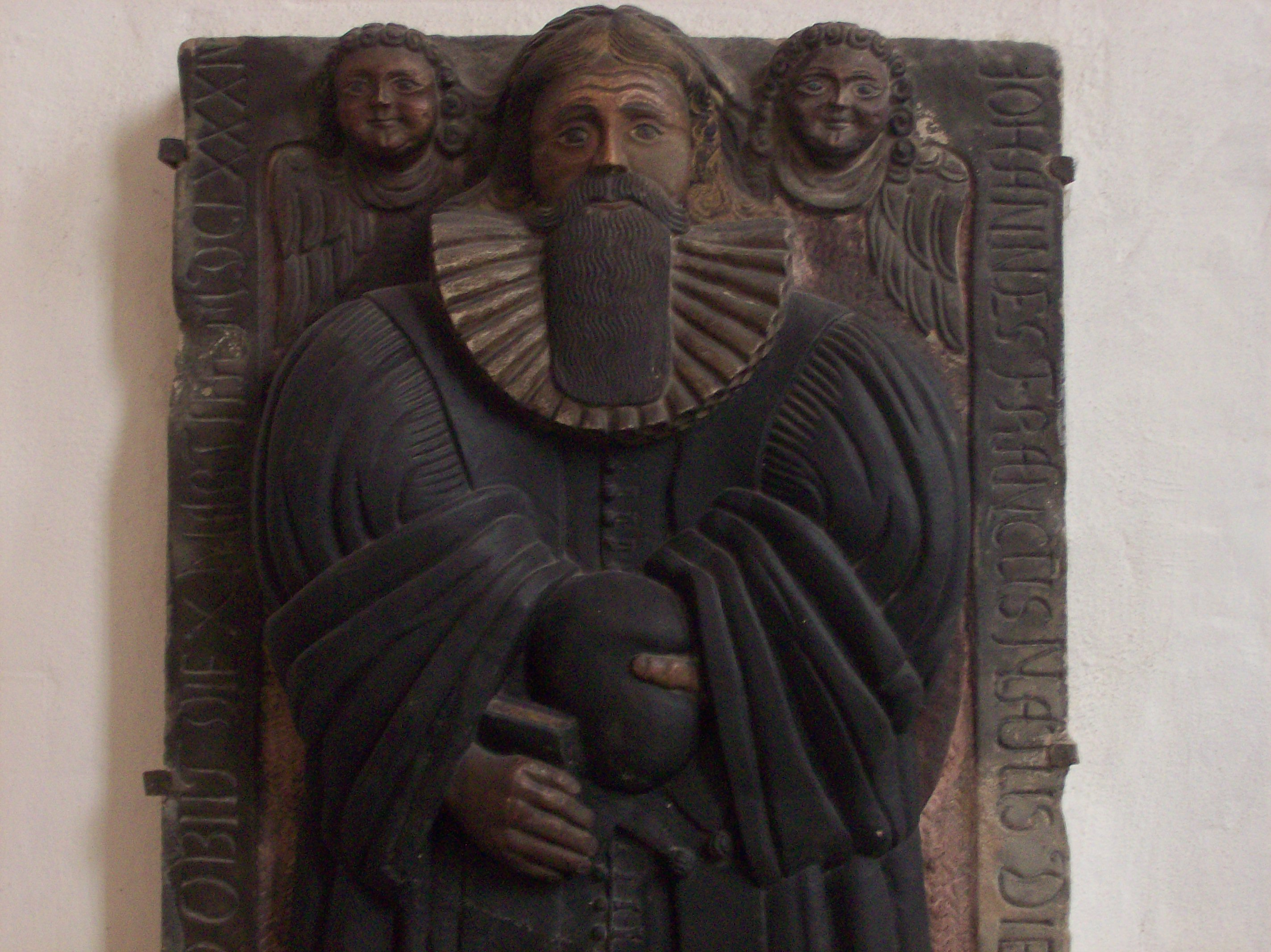
Epitaph des Johannes Francke in der Stadtkirche Weida

Johannes Francke war der Sohn des Pfarrers Bartholomäus Francke aus Markersdorf und der Pfarrerstochter Margaretha Juditha Wagner aus Burkersdorf. Er war das dritte Kind von insgesamt neun Geschwistern.
Francke besuchte ab 1614 die Lateinschule zu Weida, die Gymnasien zu Zeitz, Eisleben und Gera, studierte 1627–1632 Theologie in Leipzig, wurde 1632 Rektor der Stadtschule in Weida, am 28. August 1636 Diakonus, 21. Februar 1643 Archidiakon, 29. Januar 1646 Pastor primarius und am 5. August 1651 Superintendent.
Nach der Plünderung und Vernichtung der Stadt Weida im Dreißigjährigen Krieg weihte er die neu aufgebaute Stadtkirche ein und stand seiner Gemeinde während der großen Überschwemmung im Jahre 1661 aufopfernd zur Seite. Eine Platte an der Rückseite des Altarkreuzes aus dem Jahre 1664 zeugt noch von der damals geleisteten Wiederaufbauarbeit. Johannes Francke gründete die Kirchenbibliothek anfänglich mit den über den Krieg geretteten Büchern. Seine persönliche Hausbibel mit handschriftlichen Notizen wird noch heute dort verwahrt.
Franckes in Hochrelief gebautes Standbild befindet sich im Chor der Stadtkirche links neben dem Altar, auch ist seine Bibel noch im Kirchenarchiv vorhanden. Er heiratete Martha Nürnberger, deren Vater war Christoph Nürnberger, Bürgermeister in Weida.

## Wahlspruch und Wappen
- Der Wahlspruch von Superintendent Johannes Francke war:

„INDUBITATA FIDES, MUNDI VICTORIA SOLA“ 
Unser Glaube ist der Sieg, der die Welt überwunden hat. (1. Joh. 5,4)
- Wappen: im Wappenschild ein Landsknecht mit Pluderhose und Barett, in der rechten Hand eine Lanze, in der linken Hand einen Reichsapfel haltend. Tinkturen unbekannt (nach einem nur zur Hälfte erhaltenen Siegel von 1656 auf einem Brief im Archiv der Landesschule Pforta, in dem Sup. Joh. Francke um Aufnahme seines 3. Sohnes an der Schule bittet).